# Росица (област Велико Търново)
Вижте пояснителната страница за други значения на Росица.
Росица е село в Северна България. То се намира в община Павликени, област Велико Търново.

## География
Росица е село в Централна Северна България, разположено на границата на Дунавската равнина с първите възвишения на Предбалкана, на 6 км югозападно от центъра и община Павликени и на границата с община Сухиндол на област Велико Търново.
Разположено и сгушено в котловина на север от р. Росица на площ около 600 дка. Географско положение: 43°12' северна ширина, 25°15' източна дължина. Надморска височина: 110 – 130 м по БМС (Балтийска мерителна система).
Преобладаващият релеф около селото е равнинен. В западната част той преминава в хълмисто-равнинен. Надморската височина варира от 110 до 130 м, като най-ниската кота е по коритото на р. Росица (110 м). Средната надморска височина е 117 м. Специфично разнообразие в релефа внасят на запад – Стената от 142,2 м до 172,1 м На камъка, на север Могилите – 133 м, а на юг са възвишенията на първия Предбалкан – Тепето – 173 м, Чуката – 270 м и Билото по раздела с платото Градище – Отлака, средно 260 м.
Очертават се ясно две части на мерата – долинно-равнинна (южно от р. Росица) от Кюшето до Манджурия и платовидно-хълмиста от Блатото, Тъмръш, Кърмазалат и Айкъна, до Махленския Трап, Бати Бара и Юртлука.
Климатът на селото е идентичен с този в района и е умереноконтинентален. Характеризира се със студена и продължителна зима и горещо лято. Средната годишна температура на въздуха е около 11,5 °C, средната януарска температура е 1,8 °C. Най-горещ месец е юли – средно 23,5 °C.
Умереноконтиненталният климат с четирите сезона е типичен за Дунавската равнина, задържаща се снежна покривка през зимата и валежи през цялата година (август и септември могат да бъдат доста сухи).
Районът около селото е част от Мизийската геотектонска платформа (плоча), ограничен от разломните зони: Горно-аблановска, източно в района на р. Янтра и Витската, в района на р. Вит. Изграден е от долнокредитни (апатски) глинести мергели, оцветени в жълто, гълъбово-сивосиньо. Апатските мергелни наслаги са навсякъде покрити от кватернерни алувиални-делувиални отложения, представени от глини, заглинени пясъци и чакъл с мощност около 5 – 7 м. Почвообразуващите скали-мергели на територията са представени от льос и льосова глина.
В областта съгласно сеизмичната карта на България, съставена от Л. Христосков и др. от 1979 г. липсват активни разломи и се характеризира като неактивен регион от сеизмична гледна точка. Сеизмичната характеристика е следната: VII степен по MSK-64 (Медведев, Шпонхоер, Карник), сеизмичен коефициент Кс=0,10 и ускорение на дневната повърхност а=0,10 g. В 40 км зона на Павликенския край отсъстват активни разломни структури (Горнооряховско-Стражишкото земетръсно огнище се намира източно на 45 – 60 км). Други земетръсни огнища, които също имат слабо въздействие са: Софийското – на 150 км югозападно, Средногорското – също на 150 км южно, Рило-Родопското на 230 км югозападно, Шабленското на 300 км на изток и Вранчанското земетръсно огнище (в Румъния) над 300 км североизточно, което и оказва най-голямо влияние (най-силно на 04.03.1977 г. и по-слаби през 1982 и 1986 г.).
Сеизмичен мониторинг, включен в националната сеизмична мрежа се води чрез сеизмична станция „Павликени“ (сеизмографите се намират в стената на яз. „Александър Стамболийски“, изграден на 12 км западно от с. Росица и нагоре по реката).
До селото на 1 км южно от реката е построена водноелектрическа централа „Росица“ 2 с инсталирана мощност 3,12MW и която е в редовна експлоатация от 1960 г.
На 12 км западно и нагоре по течението на реката е изграден яз. „Александър Стамболийски“, който е в редовна експлоатация от 1954 г.
Населението на селото се е занимавало в миналото и сега със земеделие, зърнопроизводство, лозарство и винарство, зеленчукопроизводство, скотовъдство и птицевъдство, пчеларство и бубарство (за коприна), коларство, бъчварство и електропроизводство.

## История
Според историка от началото на ХХ век Васил Миков старото название на селото е Съ̀рбе. Село Росица с днешното си местоположение е възникнало в края на XIV в. и началото на XV в., когато Второто българско царство – Търновското пада под османско владичество (1393 г.). Но официално в държавните регистри се споменава от 1878 г.
Една от правдоподобните версии за създаването е: В местностите Юртлука и Бати бара е било разположено старобългарско селище, което е било и в обслужващата система на опожарения от поробителите Манастир – „Св. Иван Предтеча“. С голяма вероятност наименованието на това селище през византийския период да е било Долно Кала Кастро. Но при нашествието на османските орди и при падането на Търновското царство на Втората българска държава под османско владичество през 1393 г. за първи път манастира Св. „Иванъ (Йоань) Предтеча“ е опожарен, а селото плячкосано. Манастирът е заемал важна роля в Българската православна църква.
Тогава останалите живи хора в селото (в Юртлука), прислугата и монасите на манастира са принудени да потърсят ново място за подслон. Именно най-удобното е било да го намерят в сгушеното местенце до реката, където е разположено днешното село. Но явно поробителите и там се настаняват, избиват хората и го превръщат в турски вилает 1) и го наричат „Грухчева Махала“ 2). Това е първата катастрофа за селото – Заличаване още при създавенето му. Останалите живи хора са принудени да напуснат селото през първата четвърт на XV в. и с други бежанци поставят началото на село Белинска Бяла черква 3) (наречено от османците Горни Турчета), разположено на 4 км на изток от Грухчева махала, на около 0,75 км на юг от реката и на запад от Юрушките лозя. бележки: 1) За това свидетелстват и откритите през края на 50-те години – 1958 г. на XX в. останки от безразборно нахвърлени човешки скелети при строителството на новото читалище – в изкопите за сцената и обслужващите я помещения. Това е от първата вълна заселили се османци. Втората вълна от заселване с турци на селото е от близкото минало. В резултат на Руско-турската освободителната война 1877 – 1878 г. част уплашени турци от копторите в Павликени се укриват в Грухчева махала с тенденция да се върнат обратно. Но разбират, че връщане назад няма и остават. Така е казал Павликенският бей на Хаджи Славчев „управлявай и стопанисвай моите имоти и сараи докато се върна, дотогава те са твои“, но той така и не се връща; 2) Селото освен Грухчева Махала се споменава и с други имена – Махалата, Долно/Горно Кала Кастро, и др., но те вероятно се отнасят и за местностите в Юртлука, Под стената, Пашивада или Тъмреш; 3) По записките на Бачо Киро Петров.
Както бе споменато, за селото официално се споменава след Освобождението на България от османско владичество. Но в спомените и записките, които Бачо Киро Петров от Бяла Черква ни е оставил се споменава за бита, културата и самосъзнанието на току-що заселилите се българи в Грухчева махала преди 20 – 40 г., т.е. към 1835 г. И по-специално той споменава за мъже от Игнатови, Халачеви и Сърбилашкия род, преселили се със семействата си от съседните села Вишовград, Сухиндол около 1830 – 60 г., и родоначалници на Халачевите и Сърбилаците в Махалата. В спомените си споменава за революционно настроените виждания на българите от селото, както и желанието им да участват в националноосвободителното движение, организирано от него. Дори се споменава, че в четата, която е в ход на сформиране в Бяла Черква от него през 1876 г. е имало комити и от селото. Но впоследствие както става известно те действително са били в състава на четата, но след като преминават през Михалци, Стамболово и Мусина на пътя за Дряновския манастир са били разколебани от новините за развоя на събитията от Априлското въстание в Южна България (което е било жестоко потушено с избиване на хиляди българи – мъже, жени, деца от османския башибозук) и са се отказали да участват в тази славна и героична епопея на българския народ и да станат саможертва за свободата на България.
До 1934 г. селото се е числяло към Севлиевска околия и е било съставно село на Кала-кастровската обшина 4) с име Грухчева махала, наименование останало от османското владичество.
бележка: 4) Но следва да се припомни от 1928 г. до 1934 г., седалището на кметството през година е било разменяно в едното или другото село.
Заселено много отдавна, през началото на османското владичество (в края на XIV в.), предимно от турци, които и днес представляват над 30% от общото население. До селото минава р. Росица, на името на която е прекръстено през 1934 година.
С царски указ (м.з.) № 2820/обн. 14.08.1934 г. селото е преименувано от Грухчева Махала на с. РОСИЦА. Тогава селото е наброявало 302 жители, за да достигне през началото на 50-те години на ХХ в. над 850 души. Сега селото наброява 157 души (по сведение от 14.09.2007 г.).
Втората катастрофа за селото е: Незапомненото наводнение от р. Росица през 1939 г.
Вследствие пороен дъжд на 28 юни 1939 г. по горното течение на р. Росица, през нощта срещу 29 юни водите ѝ излизат от коритото и наводняват населените места по течението ѝ. Водната стихия е покрила със сълзи, несрета и скръб красивата долина на тази река. Нещастието е голямо, материалните щети – тежки, разрушения и жертви – значителни и непоносими.
След прокобната нощ, в момента на пробуждащия се ден, грамадната водна маса с ярост и сила се втурва през селата Росица, Бяла Черква и Стамболово, за да довърши ужаса, изпитан от всички, борили се през нощта с нея. Водната маса от милиони кубически метра е завлякла всичко, с голяма бързина каквото се изпречава пред нея и имало около коритото на реката.
Хората – по покривите на къщите, по дърветата, а някои успели да се изкачат на отсрещната височина. Кошери, снопове, греди, дървета, части от покъщнина и др. налитат със страшна бързина, скриват се във водната маса и на стотина метра под него излизат пак над водата. Големи върби, без мъка се обръщат, показват се корените им над водата и потеглят понесени от водната стихия.
Към пладне на 29.06. водната стихия е намалила яростта си и към 14 часа е дала възможност да се влезе в селата. Сега вече е страшно да се наблюдава. Осиротели зелени поля и ливади, златни ниви завлечени, съборени къщи, огради и др. постройки, отвлечена покъщнина, представляват разпънати студени криле на тъжно мълчание. Плачат цветята, плачат волните птички и техният печален стон се разнася по тъжните улици, весели до вчера, огласяни от радостния смях на палави деца, и се слива с риданието на клети майки и бащи, оплаквайки зла орис за изгубено щастие – едногодишен труд, а така също и събираното и трупаното с години.
Държавата, както винаги, така и тогава, се е притекла веднага на помощ на пострадалото население, като първата ѝ грижа била да бъдат подпомогнати, преди всичко онези, на които са съборени жилищата, за да не останат през зимата на открито десетки семейства.
Със Заповед № 2536/11 – 11 от 08.09.1939 г. Министерството на вътрешните работи и народното здраве, на основание десетото постановление на Министерския съвет от 04.09.1939 г., е отпустнало за възстановяване на отвлечените жилищни постройки в с. Росица 555 080 лв., от които, 504 000 лв. за направа на 21 нови постройки и 51 080 лв. за ремонтиране на 11 постройки.
През годините на Народната власт и по-специално от 1947 – 1960 г. селото се благоустроява мащабно: Кооперацията с Кметството, Фурната, Новото Училище, Новото Читалище и почти всички частни домове са изградени монолитно с печени тухли и железобетон.

## Население
Преброяване на населението през 2011 г.
Численост и дял на етническите групи според преброяването на населението през 2011 г.:
|                     | Численост | Дял (в %) |
| Общо                | 151       | 100,00    |
| Българи             | 74        | 49,00     |
| Турци               | 55        | 36,42     |
| Цигани              | 0         | 0,00      |
| Други               | 0         | 0,00      |
| Не се самоопределят | 0         | 0,00      |
| Неотговорили        | 21        | 13,90     |

## Културни и природни забележителности

### Благоустрояване на с. Росица
Благоустрояването и градежите в с. Росица са започнали през 20-те и 30-те години на ХХ в.
Водоснабдено е през 1929 г., електрифицирано през 1936 г., телефонът в околийския център датира от 1930 г. (масово частни телефонни абонати – 1980 г.).
Радиото е познато и използвано още от 1936 г. Кино, подвижно-ръчно, прави първи прожекции през 1936 г., стационарното широколентово е монтирано през 1954 г.
Телевизията навлиза в бита на селото през 1963 г.
До 1957 г. всички улици са макадам и каменна трошилка и тотално реконструирани с тротоари и асфалтобетонни настилки до 1988 г.
Строителството на Новата кооперативна сграда със сервизни помещения, кметство, поща, медицински пункт е започнато през 1941 г., а функционалното ѝ използване е от 1946 г.
Новото читалище е построено на мястото на стара избена и складова сграда и функционира от 1958 г.
Новото училище е построено на мястото на сградата на старото кметство в училищния двор и функционира от 1958 г.

### Природни, антични обекти и забележителности
В землището на селото са разкрити останки от римско, прабългарско и средновековно време, както и наличие на естествени образувания, дадености и забележителности:
- Калето (първата канара от лявата страна на Гости дол), Мал баир са праисторически обекти, свързани с римска и тракийски култури. Има следи от крепостни стени. От там се е наблюдавал и охранявал римския път. Самият Гости дол – красив каньон, водещ началото си от Даймите – богат на растителност и вода. В скалите гнездене на орел. Дермян коросу (воденичарската гора), Скалата на Юнака с калпака. Това е прекрасно начало за екопътека с дължина около 4 км, през Селището до Чуката, Големия боаз или Боаза, Манастира, Келеметата, Трескавото кладенче и Хижата;

- Селището от римско време, останки от терми и зидове в района и началото на Боаза (стъпката на Крали Марко);

- Чуката кота 270 м, канарата която е начало на Голямата стена, а под нея в отвесната канара е природната забележителност „Пизуля“. На Чуката и Калето римляните са били устроили наблюдателни пунктове, от които има прекрасна гледка до Чатала (Момините гърди) на 10 км северно от селото и Ванковец на 12 км западно от селото;

- Пещерата-Пизуля 5), Гости дол, Келеметата, Хижата представляват природни дадености, които биха впечатлили природозащитници и любители на природата. Няма водена статистика за отчитане на обектите, но те могат да станат част от различни туристически маршрути, някои от които да се включат в екопътеки; бележка: 5) Преданията говорят за връзка на Пизуля с Еменските пищери. Но това може да се докаже и установи само с натурни проучвания;

- Пашвада или Паши вада на около 1 км западно от селото и непосредствено северно от р. Росица, срещу Кавъклъка и началото на Стената е место в което са намерени и намират останки от керамика и терми и вероятно е било римска манифактура. Иманярството продължава и сега, дори механизирано;

- Тъмреш с Великината чешма – старо римско селище на богати римски или тракийски владетели-аристократи, разположено непосредствено северно, североизток от Блатото, на около 1,5 км от селото. Там са намерени златни огърлици и накити, сребърни съдове и др. предмети, даващи сведение за културата на римляните и траките от преди 2 хилядолетия;[11]

### Природни, прабългарски и православни обекти и забележителности
- Юртлука 6) – местност, непосредствено източно от края на селото и до реката (там сега са разположени рибарници и помощни стопанства) е прабългарско селище, което е съществувало и през средновековието. Опожарено от османците при нашествието и завладяването на България през 1393 г. Селището вероятно е било в обслужващата подсистема на Манастира – „Св. Иванъ (Йоана) Предтеча“; бележка: 6) Юртлука е дума с прабългарско звучене – Юрта означава двор, подслон.

- Манастира „Св. Йоана Предтеча“ (Манастира тарлъсъ 7)), разположен на 1,5 км и югоизточно от селото в оврага под Бялата стена и Келеметата, Тепето и Хисаря. Опожарен от османските орди. Хисаря, Манастира, Домуз гьол, Юртлука, освен това са и старобългарски и православни ценности, на които е настанало време за по-обстойно проучване (единственото проучване датира от края на XIX в. – държавните разкопки направени през 1899 г. на Манастира); бележка: 7) Манастира тарлъсъ е турско наименование и означава в превод Манастирска нива, тъй като църквата и сградите са били разрушени и е останало само земята – нивата.

- Келеметата и Големия боаз, Хижата, Домуз гьол 8) – местности на около 1,5 км от селото с богата растителност, вода и прекрасен чист въздух – през пролетта ухае на люляк и липа; бележка: 8) Домуз гьол е турско наименование от XIV в. и означава Свински гьол. Предполага се там е било помощно стопанство на манастира, където са се отглеждали прасета. Освен това това место по предание се свързва с болярина Ивайло Бръдкова – свинаря.

- р. Росица пресича мерата на селото по протежение на около 5 км като е създала красиви естествени водостоци (прагове – подобни на Нилските в Египет) с височина до 1 м (срещу Горния каваклък и Адъта). Срещу Адъта в реката се зауства и изкуствено създаденият красив водопад Преливника с капацитет до 20 м3/сек., изпускащ води от основния напоителен канал. Има прекрасни места за отдих и разхлада – Горния, Долния вир, Преливника. Създава прекрасни условия за спортен риболов.[12]

## Редовни събития

### Традиционен общоселски събор – Архангеловден, св. Архангел Михаил
Този ден е празник за всеки, който се казва Ангел, Ангелина, Райна, Рая, Радослав, Радостин, Радостина, Райко, Райчо, Емил, Емилия, Михаил, Михаела, Огнян, Огняна, Рангел, Радко, Радка, Руси и накрая е съборът на с. Росица.
Съборът (или „сбор“, както се казва в нашия регион) е редовно събитие (и е ежегоден) в населеното място – с. Росица, на което жителите и произхождащите от него се събират, като канят и гости, приятели, роднини (сборяни или сборджии), за да празнуват. Съборът се провежда в деня на светеца-покровител на селото св. Архангел Михаил.
Обикновено на площада пътуващи търговци разпъват сергии, а гостите си купуват дребни неща – балони, кречетала, бонбони, захарни петлета, захарни пръчкии и други лакомства. Устройват се и игрални площадки където децата се забавляват на детски улични игри: дама, жуменка, гоненка и др.
Всяка година на празника „Св. Архангел Михаил“ – Архангеловден (21.11, а по стария стил 08.11) в Росица се провежда традиционен общоселски сбор (събор). Св. Архангел Михаил е покровител и символ на плодородието и благоденствието. Причина за избора на тази дата за събора е, че този ден се счита за последния активен ден за работа в годината. На този ден Главата и Стопанина на къщата и семейството прави равносметка за свършеното през пролетта, лятото и есента по земеделските и полски работи за „берекета“ от неговата работа, както и отчет на мъжете за техния „берекет“ от ангарията им извън селото.
Този ден е веселие и забава. На този ден селската музика или поръчана с предплата от съседни села свири на мегданя и се вият хора и тропат ръченици.
На този ден гостоприемните стопанки и невести приготвят традиционни вкусни гозби, като оризато с варено и запечено пиле, пълнени чушки с ориз и говежда кайма, кюфтета в доматен сос, зеле с месо, дроб-сърма и др. ястия, печени агнета или овци на пещ, а мъжете-стопани предлагат приготвените от тях припечена върла гроздова (джиброва) ракия и руйните червени вина от гъмза, памид, мискет, резекия.
Гощавката се започва още от сутринта с отпиване на чаша ракия (може и греяна) с традиционното мезе за това село – рибената чорба. След това се предлагат приготвените други вкусотии, руйните вина. Гостите и роднините на селото обикалят домовете на близки и познати и всеки стопанин посреща своите гости както подобава на такъв празник – с богата трапеза. И така – цял ден.
А на края на деня – в късните часове се прави разбор от роднините в къщата на старейшината на рода, съпроводено с предлагане на най-пикантните и вкусни мезета, поляти с вино, както и с почерпка на жените с вкусни сладка, курабии и торти и задължително печена тиква, поръсена със захар.
И така до началото на 80-те години съборът и Архангеловден в с. Росица е в апогей. Към началото на 90-те години вече съборът се затворя в тесен семеен и родствен кръг. Към 2000 г. този ден вече напълно е замрял.

## Кухня

### Ястия – специалитети
- Рибена чорба – специалитет, характерна само за с. Росица в региона: Чорба с много пресни зеленчуци, подправена с девисил, тарос, керевиз и диви билки (задължително дива чубрица), силно подлютена с люта чушка, подкисилена с винена киселина на прах – тригя 9) и шепа дребна неосолена риба; бележка: 9) Приготвена с очукване на сухия остатък в бурета и каци след като са изпразнени от виното и повърхностите изсушени. Набират се люспи с розов цвят. Стрити или очукани в хаванка се получава деликатесна подкисиляваща прах – тригя;

- Рибник – специалитет, вид плакенда: Замесени дебели кори от тесто и завита в тях прясна риба (шаран, сом, скубар) с плънка от лук, орехи, подправки от девисил, тарос, керевиз и диви билки;

- Задушена риба – специалитет на дяда: Прясна риба, току-що уловена с винтер от реката, с плънка пресни зеленчуци увита в намокрена и осолена хартия 10) и изпечена в жарава; бележка: 10) Най-подходяща хартия е прочетени в. Работническо дело или в. Правда;

- Боб пастърма – специалитет на Алиманите: Стар градински шарен боб, сварен с парче биволска пастърма в гърне, вместо пастърма може и плешка от патка;

- Боб плакия с наложен ориз и наденица: Стар боб разварен и запечен във фурна с наложен ориз и свинска сурова наденица (сушеница);

- Бюрек-патка – турски специалитет: Разточват се дебели кори от предварително приготвени и леко запечени тестени питки, които са напоени с бульон от сварена патка. Корите се поръсват със сирене, разварено пачо месце, масло или каймак. Корите се налагат една върху друга и се запечатват отстрани, за да може плънката да се задуши. Пече се на средно загрята фурна.

- Баница на гащи – специалитет на баба, вид баница само за това село: Приготвена от разточени кори и навити (на гащи) с много краве или биволско (каймак) масло, трошено сирене или ишумик 11); бележка: 11) Ишумик се получава от прясно биволско мляко, престояло 3 – 4 дни и разбито в матилка. При това се отделя и биволското чисто масло – каймак. Останалата матилка се подварява и изцежда – обезводнения остатък е ишумика;

- Кайгана – специалитет: Махленска палачинка приготвена от яйца, разбити в много малко брашно и гарнирана с конфитюр, сладко или сирене;

- Качамак: Приготвен от разварено царевично брашно и гарниран с маджун 12) (песимет) или прясно сирене и балканска сланина; бележка: 12) Течен подсладител, приготвен от захарни метли.

- Триенца: Вид млечна каша с брашно и тестени късчета-триенци, масло и сирене;

- Пролетна манджа – специалитет на мама: Приготвена с печени чушки, яйца, сирене, масло, забъркана с малко брашно;

- Ризато: Бял ориз (без червен пипер), запечен на фурна с пресни зеленчуци и наложен с варено пилешко месо;

- Пражен ишумик: приготвен с масло (каймак) с червен пипер и подправки;

- Свинска чорба със зелев сок: Приготвена от месо на току-що заклано прасе и сварено със зелева (армиена) чорба;

- Пате: Приготвено с плънка от месо и черен дроб на прасето;

- Кървавица: Приготвено с плънка от кърваво прясно месо и бял дроб на прасето;

- Суджук: Приготвен от биволско месо;

- Друсан лук на сланина – специалитет на Гроша: Поръсен с червен пипер воден лук (самоводенски) и увит в кърпа и учукан на коляно и гарниран с балканска сланина;

- Пърленка-маче – специалитет на махленските деца: Пърленка, току-що извадена от пещта или комат топъл хляб с плънка прясно сирене.

- Печено агне, яре, овца – махленски специалитет: Месото от закланото животно обилно се измива, нарежда се в тави и се залива със специално приготвен пикантен сос (покрива се с пера от лапад или фолио). Мята се в добре опалената пещ. Капакът на пеща се запечатва с приготвена смес от огнеупорна пръст и биволско лайно. Пече се 10 – 12 часа (през цялата нощ).

### Питиета – специалитети
Греяна ракия: Подгрята ракия в джезве с камелизирана бучка захар;
Мъгла: Размесено равно количество мента и мастика;
Облак: размесено равно количество мента и газирана вода;
Докторско: Размесено равно количество охладено червено вино и лимонада или сайдер;
Охладени питиета: (Вино, бира, ракия, мастика, мента – натурални местно производство) в чобур с ледени буци лед;
Газирани напитки: (Лимонада, сода, сайдер) охладени с ледени буци лед в чобур;
Армиена чорба: Резливият сок на кисело зеле (за изтрезняване).

### Десерти и сладка
Баклава – турски специалитет: Разточени фини кори от бяло и премесено с фино царевично брашно. Корите се накъдрят и сушат 24 часа и се запичат. Заливат се с предварително приготвен сладък сироп в пропорция и приготвяне: в литър вода се разтваря 700 грама захар, подгрява се, с последващо охлаждане. Отстоява още 24 ч.;
Торта: Приготвена от блатове с плънка конфитюр от сливи, череши, стрити орехи и чисто масло (каймак);
Прасковки: Курабии, прилепени с конфитюр, оцветени в розово и жълто и оваляни в захар;
Сладко: Приготвено от череши, смокини, попски круши;
Сок: Приготвен от дренки, вишни, къпини;
Компот: Приготвен от дюли, присади, праскови и малини;
Липов чай: Приготвен от сушен липов цвят, набран от Келеметата и Домуз гьол;
Печена тиква: Тиква изпечена в домашна пещ.
Турско кафе каймаклия (Кафе Капълъ чарши): Приготвя се от прясно смляно ароматно кафе арабика. Две лъжички кафе се сипват и размиват с вода в меден кафеник (бакърче), добавя се лъжичка захар или една бучка захар (може мед или небет шекер) по желание и лъжичка „мляна леблебия“ за каймак. Вари се на жарава (жарава от дървени въглища в барбекю). При кипване на кафето в кафеничето, то се отделя от жаравата. Разлива се в кафени чашки и се поднася горещо и гарнирано с „бяло сладко“.

## Личности
- Известният имитатор Христо Минчев (Пилето)

- Загинали в Първата и Втората световни войни и БА за свободата и независимостта на България и за мирен труд

№	Звание, име, фамилия,		Част, полк,		Година,		Място, държава,
1. ред. Евтим Вълев Лазаров,		34 пехотен полк,	1912,		Кабакча, Турция;
2. фелдф. Недялко Дончев Дечев,		18 пехотен полк,	1912,		БунарХисар, Турция;
3. ред. Стоян Петров Арабаджиев,	18 пехотен полк,	1912,		БунарХисар, Турция;
4. ред. Исин Алиев Кенаров, 5 пехотен полк,	1914,		Битоля, Македония;
5. ред. Исин Османов Рашидов,		неизвестна,		1914,		Скопие, Македония;
6. ред. Косю Начев Райков,		23 пехотен полк,	1916,		Тутракан, България;
7. ред. Мехмед Османов Ибрямов,		56 пехотен полк,	1916,		Тутракан, България;
8. ред. Ибрям Ибрямов Камбуров,		56 пехотен полк,	1916,		Прилеп, Сърбия;
9. Подпоручик летец Колю Енев Колев,	Авиационен полк,	1945,		Печ, Унгария;
10. ред. Йосиф Генчев Василев,		Бургаски полеви полк,	1945,		Бургас, България;
11. ред. Марин Гатев Русев,		неизвестна,		1945,		Белград, Сърбия;
12. Майор летец Асен Йорданов Христов,	Авиационен полк,	1980,		Каменец, Плевенска обл.

## Ползвана литература и документи
1. с. Росица, Един век на възход, Косю Христов Косев, 2008 г.;
2. с. Росица – Архив, Кметско наместничество;
3. с. Росица – Архив, ТКЗС;
4. с. Росица – Архив, Основно училище;
5. с. Росица – Архив, Читалище „Трезвеност“;
6. Войници на отечеството, СУ „Св. Климент Охридски“, Нели Цонева, София 2007;
7. Общински съвет на съюза на ветераните от войните – Павликени;
8. Исторически музей – Павликени, инв. № 1748 осн.ф.;
9. Исторически музей – Павликени, инв. № 933 н.сп.ф/докм. Спомени на Стефан Димитров Гатев;
10. Исторически музей – Павликени, Списъци и справки за паметните плочи на територията на община Павликени;
11. Централен военен архив – В. Търново ф. 39, оп.1, а.е. 122, л. 31;
12. С. Росица – мери и краища, Косю Христов Косев, София 01.2007 г.;
13. За историята на Бяла Черква;
14. Българска еднотомна енциклопедия А-Я, 1980 г.;
15. Большая советская энциклопедия „Б“, 1970 г.;
16. Павликени и Павликенският край, Р. Русанов и Ив. Ванев, библиотека „Нови хоризонти“, София 1940 г.;
17. Записки на Бачо Киро Петров;
18. Евангелие от Лука;
19. Електронен сайт за Община Павликени;
20. Електронен сайт за Област Велико Търново – чрез търсачка „Google“;
21. Електронни сайтове за Първо и Второ Българско царство (и владетелите) – чрез търсачка „Google“;